# لويز هولزابفل
لويز هولزابفل (بالألمانية: Luise Holzapfel)‏ هي كيميائية ألمانية، ولدت في 14 مارس 1900 في هوكستر في ألمانيا، وتوفيت في 21 سبتمبر 1963 في برلين في ألمانيا.